# Brownsville (New York)
Brownsville è un quartiere residenziale di Brooklyn est a New York negli Stati Uniti grande 3,01 km² e con 58 300 residenti (censimento del 2010). Il quartiere confina con Crown Heights a Nord-ovest con Bedford-Stuyvesant, a nord con Cypress Hills, a est con East New York, a sud con Canarsie e a ovest con East Flatbush.

## Storia
Nacque nel 1858 come insediamento di operai ebrei. Ebbe un cambiamento demografico negli anni '50 del secolo scorso con l'arrivo di afromaericani e latinoamericani. È tuttora uno dei quartieri a più alto tasso di povertà e criminalità della città.
Brownsville fa parte del distretto di comunità Brooklyn Community District 16 e i suoi codici postali sono 11212 e 11233. È sotto la giurisdizione del 73rd Precinct del New York City Police Department. Politicamente è rappresentato dai distretti 42 e 41 del New York City Council.

## Infrastrutture e trasporti
Il quartiere è servito dalla metropolitana di New York attraverso le stazioni di Sutter Avenue-Rutland Road, Saratoga Avenue, Rockaway Avenue e Junius Street della linea IRT New Lots, dove fermano i treni delle linee 3 e 4.